# Festuca callosa
Festuca callosa är en gräsart som först beskrevs av Charles Vancouver Piper, och fick sitt nu gällande namn av St.-yves. Festuca callosa ingår i släktet svinglar, och familjen gräs. Inga underarter finns listade i Catalogue of Life.